# Placówka Straży Granicznej I linii „Gola”

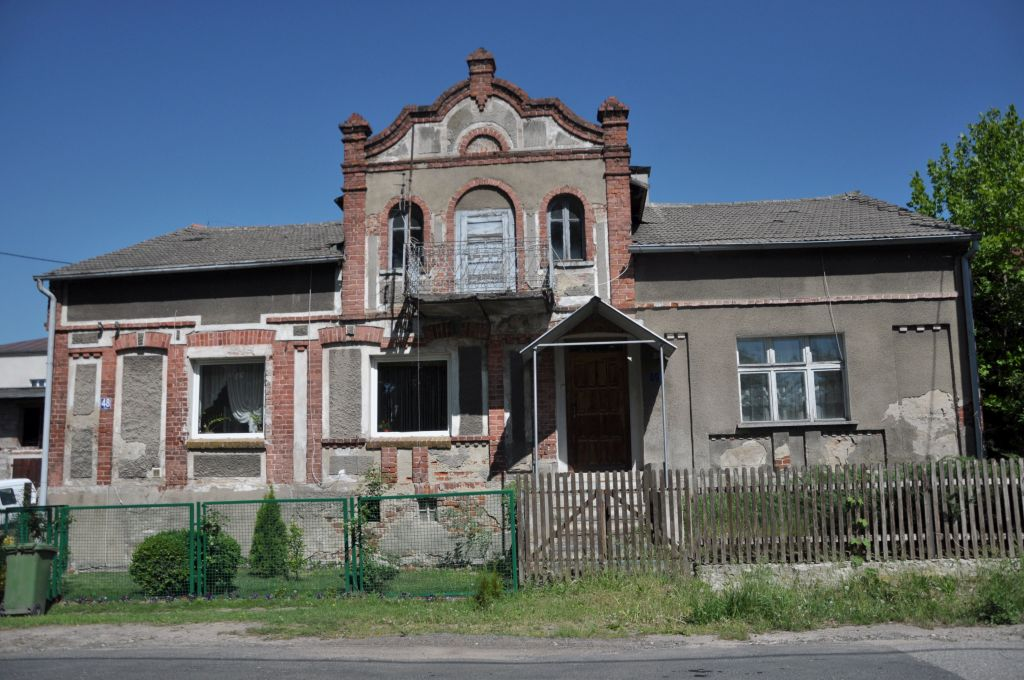
Dawny budynek SG, widok 2018

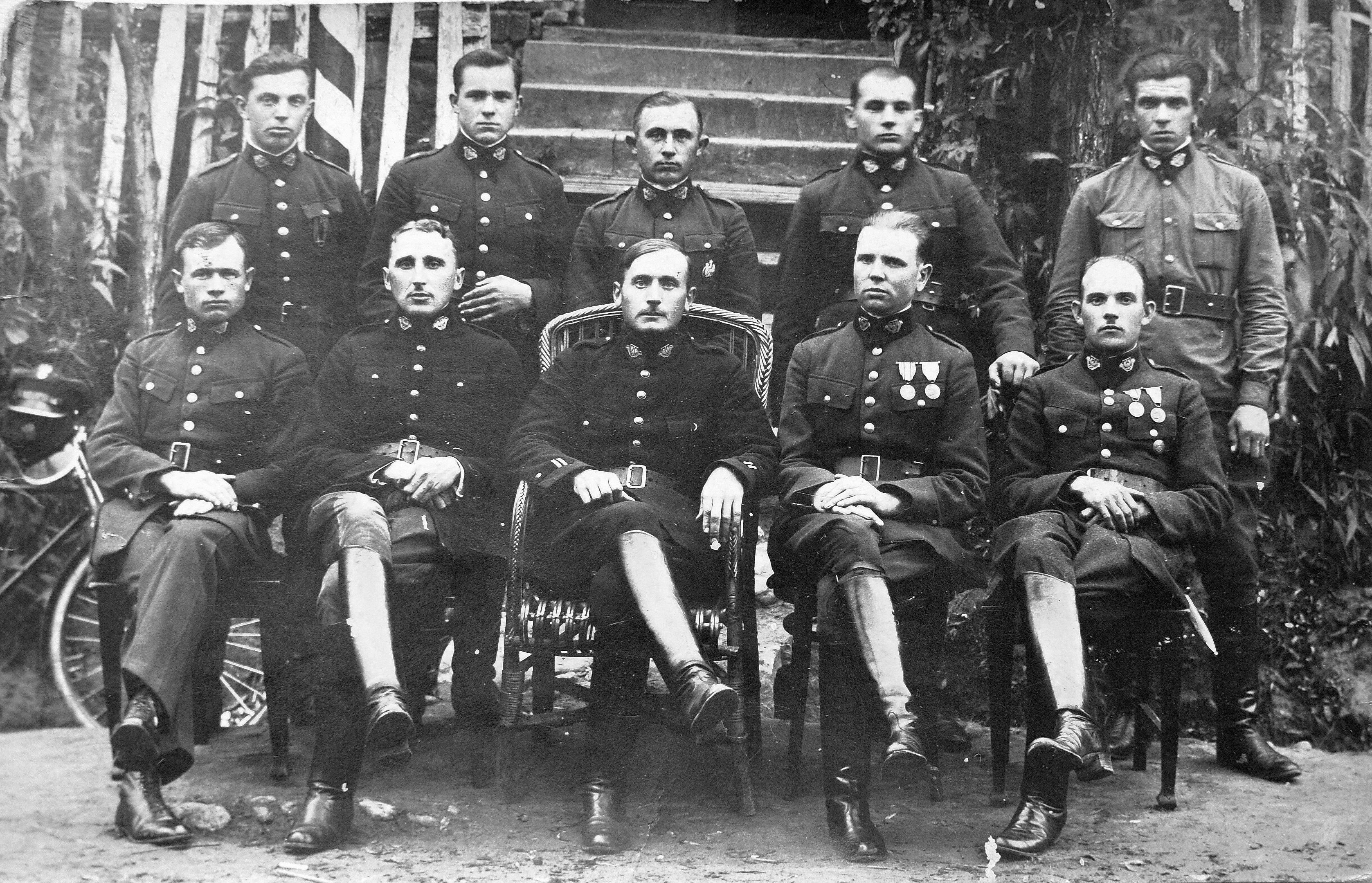
Straż Graniczna w Goli, obsada

Placówka Straży Granicznej I linii „Gola” – jednostka organizacyjna Straży Granicznej pełniąca służbę ochronną na granicy polsko-niemieckiej w okresie międzywojennym.

## Geneza
Na wniosek Ministerstwa Skarbu, uchwałą z 10 marca 1920, powołano do życia Straż Celną. Od połowy 1921 jednostki Straży Celnej rozpoczęły przejmowanie odcinków granicy od pododdziałów Batalionów Celnych. W 1921 w Dzietrzkowicach stacjonował sztab 1 kompanii 4 batalionu celnego. 1 kompania celna jedną ze swoich placówek wystawiła w Goli. Proces tworzenia Straży Celnej trwał do końca 1922. Placówka Straży Celnej „Gola” weszła w podporządkowanie komisariatu Straży Celnej „Gola” z Inspektoratu SC „Praszka”.

## Formowanie i zmiany organizacyjne
Rozporządzeniem Prezydenta Rzeczypospolitej Polskiej Ignacego Mościckiego z 22 marca 1928, do ochrony północnej, zachodniej i południowej granicy państwa, a w szczególności do ich ochrony celnej, powoływano z dniem 2 kwietnia 1928 Straż Graniczną.
Rozkazem nr 3 z 25 kwietnia 1928 w sprawie organizacji Wielkopolskiego Inspektoratu Okręgowego dowódca Straży Granicznej gen. bryg. Stefan Pasławski określił strukturę organizacyjną komisariatu SG „Dzietrzkowice”. Placówka Straży Granicznej I linii „Gola” znalazła się w jego strukturze.

## Służba graniczna
Siedziba placówki mieściła się w wynajętym od osoby prywatnej budynku.
Opis granicy:

Odcinek placówki rozpoczyna się od Kam. Gran. 003/2 i kończy się przy Kam. Gran. 008/2. 

Wieś Gola położona jest nad samą linią graniczną, rzeka graniczna jest tutaj w każdej porze możliwa do przejścia. Linia graniczna biegnie głównie rzeką Prosną, jednak są pewne odstępstwa, przy Kam. Gran. 004/1 zbudowana jest śluza niemiecka na której to bieg rzeki jest wstrzymywany i podniesiony o jeden metr. Śluza ta służy do nawadniania stawów rybnych w Kostowie (Kostau) w Niemczech.

Rzeka graniczna Prosna ma swój bieg w nizinie, w której po obu stronach są łąki o szerokości około 150 metrów. Łąki te są podmokłe i przy większym stanie wody zalewane na całej przestrzeni a od strony wschodniej torfowiska
.   
Urzędy w m. Gola

1. Urząd Celny II-giej klasy: kierownikiem jest Matuszewski Stanisław podkomisarz skarbowy.

2. Wartownia Posterunku Policji Państwowej, należąca do Posterunku P.P w Bolesławcu, Komendantem wartowni jest post. Grocholecki Walenty.

3. Jednoklasowa – czterooddziałowa Szkoła Powszechna, do której uczęszcza 44 dzieci, kierownikiem jest nauczyciel Misiak Wiktor.  
Opis przejść granicznych:

Na terenie odcinka placówki jest jeden Urząd Celny II-giej klasy, położony przy drodze celnej i wspólnym moście granicznym, 15 metrów od linii granicznej. W odległości 200 metrów od linii granicznej mieści się niemiecki Urząd Celny. Frekwencja dzienna na drodze celnej Gola – Gołkowice to 30 osób, 5 furmanek ze strony polskiej w celu przywozu chrustu, którą ludność polska otrzymuje bezpłatnie po stronie niemieckiej z lasów dóbr Gołkowice – Neudorf.

Kontrolę paszportową wykonuje Policja z Posterunku P.P w Bolesławcu, (wartownia w Goli) w porze letniej od godz. 8 – 12 i od 14 – 18. Natomiast w porze zimowej od godz. 8 – 12 i od 13 – 17. 
W niedzielę i święta od godz. 8 – 10.

Frekwencja dzienna to 30 osób w celu zbierania chrustu po stronie niemieckiej za przepustkami z miejscowości Gola, Wójcin i Chróścin, oraz 70 osób do pracy rolnej.
W dniu 1.09.1939 o godzinie 4:45 artyleria niemieckiego pułku SS (LSSAH) ze stanowisk za Prosną rozpoczęła ostrzeliwanie Goli. Drewniany most graniczny znalazł się pod obstrzałem niemieckiego karabinu maszynowego. Pełniący służbę na moście granicznym dwaj strażnicy graniczni zajęli pozycje strzeleckie i otworzyli do napastników ogień. Zginęło 6 Niemców. Na miejscu zginął strażnik Leon Pietraszewski, a drugi strażnik Ludwik Stępień został ciężko ranny. Na punkt opatrunkowy zabrali go niemieccy sanitariusze. Jednak nie zgodził się żeby Niemcy opatrywali jego rany, wkrótce zmarł. Strażnik Ludwik Stępień został pochowany na cmentarzu parafialnym w Skomlinie. Strażnik Leon Pietraszewski swój wieczny odpoczynek znalazł na cmentarzu w Wójcinie.   
Sąsiednie placówki
- placówka Straży Granicznej I linii „Siemianice” ⇔ placówka Straży Granicznej I linii „Wójcin” – 1928[8]
- placówka Straży Granicznej I linii „Chróścin” ⇔ placówka Straży Granicznej I linii „Wójcin” – styczeń 1930[14]

## Kierownicy/dowódcy placówki
| stopień      | imię i nazwisko   | okres pełnienia służby    | kolejne stanowisko           |
| ------------ | ----------------- | ------------------------- | ---------------------------- |
| przodownik   | Józef Pańkowski   | III 1933 – do 20 III 1937 | kier. plac. II linii Praszka |
| st. strażnik | Ludwik Franek     | 20 III 1937 –             |                              |
| st. strażnik | Zdzisław Ułłowicz | do 1.09.1939              |                              |

Obsada personalna placówki :
- strażnik Piotr Seweryn - był od 1932[18]
- st. strażnik Jan Janiszewski - był od 30.09.1932[18]
- strażnik Antoni Chwastowski - był do 30.09.1932[18]
- strażnik Andrzej Balasiński - był 30.09.1932[9]
- strażnik Władysław Synówka - był do 3.03.1938[19]
- strażnik Jan Kaleta - był do 28.02.1937[16]
- strażnik Leon Pietraszewski - był 1.09.1939[13]
- strażnik Ludwik Stępień - był 1.09.1939[13]